# Live for the Record
Live for the Record är ett livealbum av den amerikanske trubaduren Tom Paxton, utgivet 18 juni 1996. Albumet är producerat av Jim Rooney och gavs ut på skivbolaget Sugar Hill Records.
Låt 2 - 9 är korta låtar på några enstaka rader, där Paxton kommenterar aktuella händelser som exempelvis skandalen med konståkerskan Tonya Harding och pedofilanklagelserna mot Michael Jackson. Paxton brukar kalla dessa korta låtar för "Short Shelf Life Songs".

## Låtlista
Förutom där annat anges är samtliga låtar skrivna av Tom Paxton
1. "Bobbitt" - 2:11
2. "Lament for a Lost Election" - 1:07
3. "Tonya Harding" - 0:21
4. "They Call Me 'Joey'" - 0:30
5. "What Did You Learn in School Today?" - 0:41
6. "Packwood" - 0:41
7. "Let's Go to Michael Jackson's House" (David Buskin/Tom Paxton) - 0:27
8. "Michael and Lisa Marie" - 0:25
9. "I Don't Want a Bunny-Wunny" - 4:55
10. "Intro to on the Road from Srebrenica" - 0:43
11. "On the Road from Srebrenica" - 4:37
12. "Spin and Turn" - 3:55
13. "Intro to My Favorite Spring" - 0:52
14. "My Favorite Spring" - 3:45
15. "I Can't Help But Wonder Where I'm Bound" - 3:37
16. "Intro to Modern Maturity" - 0:51
17. "Modern Maturity" - 2:55
18. "Dance in the Kitchen" - 3:39
19. "A Long Way from Your Mountain" (Tom Paxton/Susan Graham White) - 4:10
20. "The Names of Trees" (Tom Paxton/Susan Graham White) - 3:31
21. "Intro to Little Girl" - 0:15
22. "Little Girl" - 4:12
23. "The Last Thing on My Mind" - 3:57
24. "Rambling Boy" - 3:32
25. "Intro to No Time to Say Goodbye" - 0:18
26. "No Time to Say Goodbye" - 4:00
27. "The Honor of Your Company" - 4:08
28. "Intro to You Are Love" - 0:09
29. "You Are Love" - 4:32